# Parallelia orodes
Parallelia orodes là một loài bướm đêm trong họ Erebidae.